# Berberis kongboensis
Berberis kongboensis är en berberisväxtart som beskrevs av Ahrendt. Berberis kongboensis ingår i släktet berberisar, och familjen berberisväxter. Inga underarter finns listade i Catalogue of Life.